# Angelababy
Angela Yeung Wing, plus connue sous le nom de Angelababy, est une actrice et chanteuse chinoise née le 28 février 1989 à Shanghai.

## Biographie
Elle signe un contrat de mannequinat avec l'agence Style International Management à l’âge de 14 ans et devient présente dans les magazines, avant de tourner sa carrière vers le cinéma.
Son nom de scène provient d'une combinaison de son nom anglais « Angela » et du surnom « Baby » signifiant bébé en anglais. Elle est connue comme l'une des quatre nouvelles actrices Dan, en référence aux quatre jeunes actrices de la Chine continentale les plus prometteuses au début des années 2000 : Zhang Ziyi, Zhao Wei, Zhou Xun et Xu Jinglei.

## Filmographie
| Année, | Titre                                           | Titre chinois    | Rôle                         | Notes                |
| ------ | ----------------------------------------------- | ---------------- | ---------------------------- | -------------------- |
| 2007   | Trivial Matters                                 | 破事兒           | Tak Nga                      |                      |
| 2009   | Short of Love                                   | 矮仔多情         | Angel                        |                      |
| 2010   | All's Well, Ends Well 2010                      | 花田囍事2010     | Princess Pearl of Flowerland |                      |
| 2010   | Hot Summer Days                                 | 全城熱戀熱辣辣   | Xiao Qi                      |                      |
| 2011   | All's Well, Ends Well 2011                      | 最強囍事         | Better                       |                      |
| 2011   | Raiponce                                        | 魔髮奇緣         | Raiponce (voix)              | Version en cantonais |
| 2011   | The Founding of a Party                         | 建黨偉業         | Xiao Fengxian                |                      |
| 2011   | Love in Space                                   | 全球熱戀         | Huang Mudan                  |                      |
| 2011   | Love You You                                    | 夏日樂悠悠       | Xia Mi                       |                      |
| 2012   | Une vie simple                                  | 桃姐             | Elle même                    | Cameo                |
| 2012   | First Time                                      | 第一次           | Song Shiqiao                 |                      |
| 2012   | Black & White                                   | 痞子英雄         | Fan Ning                     |                      |
| 2012   | Tai Chi 0                                       | 太極之零開始     | Chen Yuniang                 |                      |
| 2012   | Tai Chi Hero                                    | 太極２ 英雄崛起  | Chen Yuniang                 |                      |
| 2013   | Together                                        | 在一起           | Lin Shengnan                 |                      |
| 2013   | Crimes of Passion                               | 一場風花雪月的事 | Yue Yue                      |                      |
| 2013   | Détective Dee 2 : La Légende du Dragon des mers | 狄仁杰之神都龍王 | Yin Ruiji                    |                      |
| 2014   | Temporary Family                                | 失戀急讓         | Lui Yuen-ping                |                      |
| 2014   | Rise of the Legend                              | 黃飛鴻之英雄有夢 | Xiao Hua                     |                      |
| 2014   | Love on the Cloud                               | 微愛之漸入佳境   | Chen Xi                      |                      |
| 2015   | Running Man                                     | 奔跑吧！兄弟     | Herself                      |                      |
| 2015   | You Are My Sunshine                             | 何以笙簫默       | He Yimei                     |                      |
| 2015   | Bride Wars                                      | 新娘大作戰       | He Jing                      |                      |
| 2015   | Hitman: Agent 47                                | 代號47           | Diana Burnwood               | rôle mineur          |
| 2015   | Mojin: The Lost Legend                          | 鬼吹燈之尋龍訣   | Ding Sitian                  |                      |
| 2016   | Kill Time                                       | 謀殺似水年華     | Tian Xiaomai                 | [ 6 ]                |
| 2016   | Independence Day: Resurgence                    | 天煞—地球反擊戰2 | Rain Lao                     |                      |
| 2016   | League of Gods                                  | 封神傳奇         | Mermaid                      |                      |
| 2016   | Love O2O                                        | 微微一笑很傾城   | Bei Weiwei                   |                      |
| 2016   | See You Tomorrow                                | 擺渡人           | Ah Yu                        | Post-production      |
| 2017   | Makeshift Squad                                 |                  |                              |                      |